# Roncus meledae
Espèce
Roncus meledae est une espèce de pseudoscorpions de la famille des Neobisiidae.

## Distribution
Cette espèce est endémique de Croatie. Elle se rencontre sur Mljet dans la grotte Jama Na Žutim Kokom.

## Description
Le mâle holotype mesure 4,02 mm.

## Publication originale
- Ćurčić, Makarov, Rađa, Ilić & Antić, 2012 : Roncus meledae n.sp. and Neobisium oculatum n.sp., from the island of Mljet, Dalmatia (Neobisiidae, Pseudoscorpiones). Archives of Biological Sciences, vol. 64, no 4, p. 1567-1576.